# برزا (کولاشین)
برزا (به لاتین: Breza) یک منطقهٔ مسکونی در مونته‌نگرو است که در کولاشین واقع شده‌است. برزا ۴۰۱ نفر جمعیت دارد.